# Jochem
Les Jochem (en arabe: جشم Jašam), orthographié Jusham, Jochemites ou "Djochem" dans certains ouvrages, sont une confédération arabe constituant une tribu Hawazin. Ils ont pris part à l'invasion hilalienne de l'empire des Zirides au VIe siècle.

## Histoire

### Origines
L'origine de la tribu Jochem remonte aux Hawazin, une grande tribu bédouine qui vivait entre La Mecque et Médine. Ils descendent de l'un des fils de Hawazin, Mu'awiya, qui formera le grand groupe tribal des « Jamrat al-Arab » (جمرة العرب), ainsi, du groupe des Jochem avec son fils, Jochem. À l’époque de l’arrivée de l’Islam, les Hawazin avaient remporté de grandes victoires lors de la guerre des Fijars ( arabe : حرب الفِجَار , romanisé :  Ḥarb al-Fijār , littéralement  « les guerres sacrilèges »), à l’exception de la bataille de Sharab, où ils furent défaits par la tribu Kinana.

#### Guerre des Fijars
Au cours de la guerre de Fijar, à la fin du VIe siècle, les Hawazin et une grande partie des Qays — à l’exception des Banu Ghatafan mais incluant les Banu 'Amir, les Banu Muharib et les Banu Sulaym — combattirent les tribus de Quraysh et de Kinana. La guerre éclata à la suite du meurtre de ‘Urwa al-Rahhal des Banu ‘Amir par Bala‘a ibn Qays de Kinana, alors qu’‘Urwa accompagnait une caravane de Hira à ‘Ukaz (souk historique situé à proximité de Taïf) pendant les mois sacrés. Les Arabes païens considérèrent cet acte comme une profanation, d’où le nom de « guerre de Fijar ». Cet incident se produisit dans le contexte d’une guerre commerciale entre Quraysh à La Mecque et Thaqif à Taïf, les alliés et parents des Hawazin. La guerre dura huit jours de bataille, répartis sur quatre ans.

### L'Ascension des Jochem
Les Jochem ont connu une ascension notable à la période préislamique grâce à leur habileté guerrière. Leur montée en puissance a été teinté par des conflits avec des tribus voisines, notamment les Banu Fazara, qui ont souvent défié leur autorité, malgré leur filiation commune aux Hawazin. Cette période de guerre a été caractérisée par des raids et des batailles, renforçant la réputation des Jochem comme une tribu redoutable dans la péninsule arabique. Dirigé par leur chef reconnu parmi les arabes, Duraid ben Al-Samah, la gloire des Jochémites va s'accroire sur le plan militaire mais également jusqu'à atteindre la poésie arabe.

#### Bataille de Hunayn (630)
L'épopée des Jochem et de Dourayd a atteint son paroxysme lors de la bataille de Hunayn, qui a eu lieu en 630 ap. J.-C. après la conquête de La Mecque par le Prophète. Les Jochem, bien qu'alliés de certaines tribus, se sont retrouvés en opposition face à l'armée musulmane lors de ce conflit. Malgré leur nombre et leur capacité militaire, la bataille s'est soldée par une défaite décisive pour les païens arabes. Dourayd mourra dans cette bataille, il sera tué par Abdullah bin Qani' bin Ahban bin Tha'labah bin Rabi'ah. Cette défaite marquera la fin de la montée en puissance des Jochémites et de leur combat face à l'Islam avec leur conversion.

#### Rôle sous le Calife Al-Muqtadir (908-932)
Pendant longtemps, des alliances successives ont été réalisées avec les Banu Harb par union (mariage) et quelques fractions des Sulaym. Ils ont été affectés et engagés pendant de nombreuses années pour assurer la défense de La Mecque. Ils ont défendu la Ville-Sainte face aux Banu Harith et Banu Malik des Sulaym.

### Histoire des Jochem au Maghreb

#### Invasion hilalienne en Ifrîqiya (1050-1053)
Ils habitaient autrefois le Nejd et à l'instar des autres Hilaliens, sont déportés une première fois par le calife Nizar al-Aziz Billah (r.975–996) depuis l'Arabie vers le Saïd. En représailles aux Zirides qui venaient de se rendre indépendants en 1048, le calife Mu'ad al-Mustansir Billah expulse les Hilaliens d'Égypte et les dirige vers la Tunisie[réf. à confirmer], où ils entrent en s'installent en 1051. Cette migration, incitée et facilitée par le vizir fatimide Abou Muhammad al-Yazuri, avait pour objectif d'affaiblir la dynastie berbère des Zirides, dirigée par Al-Muizz ben Badis, qui s’était rebellée contre le califat fatimide.
Cette migration s’accompagna de pillages et de destructions. En 1053, les forces hilaliennes parvinrent à encercler Al-Muizz ben Badis à Kairouan, provoquant un siège qui dura plusieurs mois et contraignit les populations locales à fuir vers des villes plus sûres (Tunis et Sousse). Les régions environnantes furent également dévastées, le butin sera réparti entre les tribus arabes.

#### Opposition face aux Almohades (1140-1190)
Après leur conquête de l'Ifrîqiya, les Almohades parviennent à soumettre les tribus arabes à la suite de nombreuses batailles comme la Bataille de Sétif, que ce soit par consentement ou par la force. Cependant, à la suite de la révolte d'Ali Ibn Ishaq Ibn Ghania, ces tribus abandonnent leur allégeance à cette dynastie. Al-Mansour, régnant par la suite, rétablit leur soumission et décide de transférer les Beni Jochem. Il y installe notamment les branches des ‘Asim et des Muqaddim des Athbaj, ainsi que les Jochem. En 1187, les Bani Jochem se trouvent dans les terres de Biskra et de Djérid aux côtés des Hilaliens.
Dans ce cadre, les Jochem dans la région du Tamesna en grande majorité, une vaste plaine du Maghreb al-Aqsa protégée par le Mont Deren (Atlas), ce qui limite les communications avec le Sahara. Il existe néanmoins des communautés dispersé dans tous le Maghreb de Jochémites.
Depuis leur déportation, les Jochem se sédentarisent, abandonnant ainsi leur crédo nomade pour adopter des résidences fixes. Sous les Almohades, la famille Jarmûn exerce le commandement parmi les Seffiane. Dans un contexte de déclin de la dynastie almohade, les Jochem profitent de leur puissance et de leur esprit d’indépendance pour prendre une influence significative, parfois en soutenant, parfois en s’opposant au califat de Marrakech.

#### Entre allégeance et révolte (1190-1240)
En 1225, les Seffiane et Khlot, parfois divisés de part leur allégeance (l'un révolté, l'autre loyaliste), se voit parfois unis et, sous la bannière uni des Beni Jochem, obtiendront des victoires importantes faces aux armées almohades au point même d'arriver jusqu'à Marrakech et de s'en rendre maître. Cependant, c'est vers 1240 que la conflictualité intra-tribale fractionnera les Jochem et fera apparaitre des guerres et rivalités régulières, surtout entre les Seffiane et Khlot. Les loyalistes attaché au Calife Abu al-Ala Idris al-Mamun étaient les membres des Khlot tandis que les partisans de l'opposition, le prince Yahya Ben Nasser, prétendant au trône de Marrakech. Pendant ce temps, les Banu Jabir, énième fraction des Jochem, se mariaient et arabisé les régions berbères de la Tadla, de la Chaouia et du reste de la plaine atlantique marocaine. Ils étaient également et régulièrement sollicités par le Calife almohade pour rejoindre le Djihad en Andalousie.

#### Conquête des Mérinides (1244-1465)
Durant l'entièreté du XIIe siècle, les Jochem instaurèrent leur pouvoir sur la Tamesna jusqu'à l'arrivée des Mérinides. Lors de la conquête du Maghreb par les Mérinides, les Jochem et les Riyâh, encore marqués par leur passé nomade, opposent une résistance notable et ne se soumettent qu’après de nombreuses batailles et pertes. C'est en 1239 que la stabilité revient dans la Tamesna. À la suite de cette soumission, les Mérinides s'allient par mariage avec les Bni Muhalhal des Khlot, comme les Almohades l’avaient fait avec les Seffiane. Cependant, avec le temps, les Jochem voient leur influence diminuer, perdant jusqu'au souvenir de leur ancienne vie pastorale. Ils sont finalement réduits à un statut de contribuables, fournissant argent et hommes au sultan.

### Histoire des Jochem en Arabie

#### Alliance tribale avec les Tayy (1494-1495)
Après les conquêtes islamiques, de nombreuses tribus arabes ont migré vers le Levant et l'Afrique du Nord, ce qui a affaibli les Beni Jochem dans leurs territoires aux côtés de la tribu Tayy. Un pacte a été conclu entre les Beni Jochem de la tribu Ghazieh et la tribu Tayy entre le XIIIe et le XIVe siècle, ce qui a conduit certains historiens, tels qu'Abu al-Abbas al-Qalqashandi, à penser que la tribu Ghazieh faisait partie de Tayy, en mentionnant que la famille Al-Ruq de la tribu Ghazieh appartenait à la tribu Tayy, contrairement à ce qu’a écrit Al-Suwaidi dans son ouvrage Sabaik al-Dhahab. Ce pacte a perduré jusqu'en l'an 900 de l'Hégire et au-delà, jusqu'à ce que des conflits éclatent entre les Hachémites du Hedjaz et les Banu Lam de la tribu Tayy, ce qui a conduit à l'effondrement du pouvoir de Tayy, particulièrement celui des Banu Lam, dans la région du Najd. La dispersion des Banu Lam a également entraîné la désintégration de leurs alliés, les Beni Jochem de Ghazieh. Certains ont fui vers l'Irak, tandis que d'autres se sont réfugiés dans diverses tribus, comme celle des Qahtan. Ces événements ont drastiquement réduit le nombre des Beni Jochem, dont les seules branches subsistantes sont les familles Saada, Al-Dueij, Al-Massoud et Al-Humayd. Certains historiens ont suggéré que l'alliance entre Ghazieh et Tayy remonterait à l'époque préislamique, car Zayd ibn Jubayr al-Ta'i al-Jashmi était mentionné comme appartenant aux Beni Jochem de la tribu Hawazin.

## Territoire
La tribu des Jochem est l'une des rares à être restée sur ses terres d'origine depuis sa création jusqu'à nos jours. Ces peuples ont grandi dans les régions actuelles de Wadi Al-Aqiq et Al-Sail Al-Saghir (dans la région de la Mecque), et parmi leurs anciens territoires se trouvent ceux de Haradah, Bawatah, Adama, Hani Benjed, et Burim.
Selon l'auteur Al-Qalashandi dans son ouvrage Nihayat Al-Arb fi Ma'rifat Ansab Al-Arab, les Jochem résidaient autrefois dans les montagnes de Sarawat, situées entre le Najd et Tihama dans le Hijaz. Certains d'entre eux ont migré vers le Maghreb, notamment avec leurs cousins les Banu Hilal, tandis que d'autres se sont installés au Yémen et en Égypte durant les vagues de migrations arabes depuis la péninsule arabique.
À l'époque préislamique, les territoires des Jochem s'étendaient jusqu'à ceux des tribus Abs, Ghatfan, et Banu Asad dans le Najd, ce qui a engendré de célèbres conflits entre ces tribus.
Yaqut al-Hamawi, dans son Mu'jam al-Buldan, et Al-Yakri dans son Mu'jam mentionnent les terres de Jochem, qui allaient de Sarawat jusqu'au Najd. Leurs ressources comprenaient des endroits comme Haradah à Hudan, Al-Kahlah, Al-Yardan, et Adamah dans le Najd, ainsi que Ataid et Uqah près de Kalakh, décrits par Al-Hamdani. Ce dernier mentionne également le marché de Souq Ukaz ainsi que les lieux de Rukba, Al-Madarah, Al-Dhuwaib près de Najjud, Buqa'a, Qarash, Banat, et Al-Qalib, qui abritaient des points d'eau et des montagnes de la tribu des Jochem. L'une des montagnes notables était Harra Qatl, près du village actuel d'Ashira dans le nord.

## Généalogie

### Fractions descendantes de Jochem
La tribu en question est présente à la fois au Maghreb et en Arabie. Au Maghreb, elle est subdivisée en 7 fractions principales : Corra, Acem, Mocaddem (Moqaddem), Khlot, Seffiane, Bani Adi (ou Uday) et Banu Jabir. Parmi ces branches, certaines, comme les Bani Adi, qui sont encore présente en Arabie et sont donc, présent au Maghreb et dans leur région d'origine. En péninsule arabique, d'autres branches de la tribu existent, c'est celles qui n'ont pas émigrés, telles que Banu Ghazia, Bani Asima, Bani Eshan et Bani Amer. Ces subdivisions partagent la même affiliation mais, ont des histoires différentes.

### Fractions intégrés aux Jochem
Cependant, certaines tribus non jochémites, comme les Acem, Mocaddem (Moqaddem) et Beni Corra ou encore les Kholt, se sont progressivement fondues aux Jochem après leur migration. À l'origine, ces groupes ne faisaient pas partie des Beni Jochem mais étaient plutôt affiliés aux Banu Hilal pour la plupart. Cette assimilation a conduit à leur inclusion sous le nom générique de Jochem, même si leur lignée est distincte.

#### Acem et Moqadem
Leur généalogie est attribué aux Athbaj, avec l'affiliation suivante : Mishraf ibn Umayj ibn Abî Rabî‘a ibn Nahîk ibn Hilâl ibn ‘Âmir ibn Sa‘sa‘a. Ils se sont fondus aux Jochem dans leur campagne vers le Maghreb.

#### Corra
Les Beni Corra, sont d'origine ont été cités avec cette ascendance : Qurra ibn ‘Abd Manâf ibn Abî Rabî‘a ibn Nahîk ibn Hilâl, mais leur faible nombre et leur intégration aux jochémites ont brouillé leurs origines distinctes, de sorte qu'ils sont souvent perçus comme faisant partie de cette tribu.

#### Khlot
Alors que cette fraction était l'une des plus puissantes des Jochem avec les Seffiane et Beni Jabir, elle n'est pas originellement descendante de Jochem mais bien de Banû ‘Uqayl ibn Ka‘b ibn Rabî‘a ibn ‘Âmir ibn Sa‘sa‘a. Ainsi, ces quatre tribus, bien qu'ayant été rattachées aux Banû Jochem, n’en étaient pas issues par le sang, mais par association et par allégeance. Elles s’installèrent en Tamesna, où elles vécurent pendant un temps sous l'autorité almohade. Néanmoins, il existe un flou sur leur réelle origine, basée possiblement sur une affiliation avec la tribu Al-Muntafiq,. Il reste aussi une possibilité qu'ils descendent de Jochem.

## Lignée et ascendance

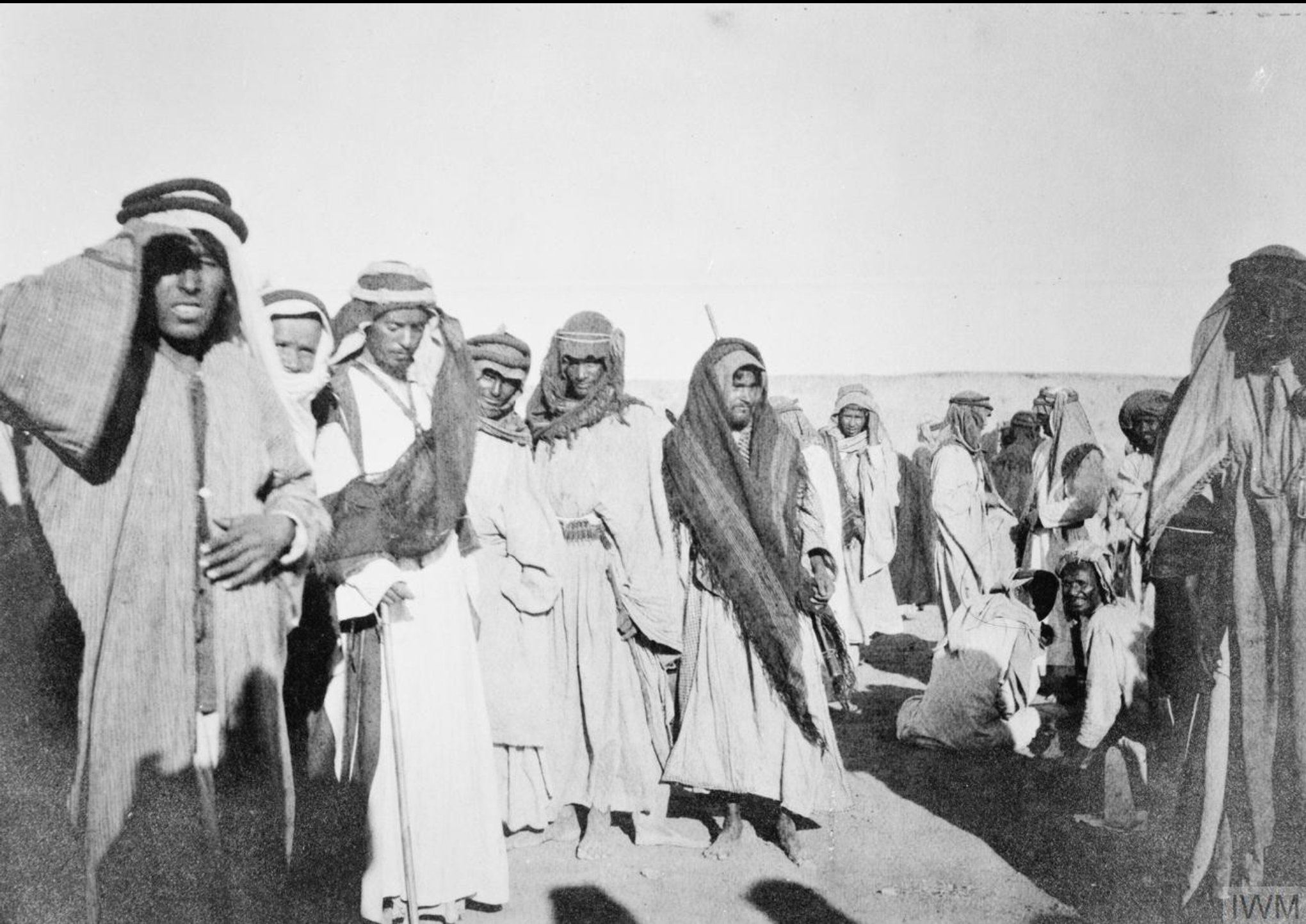
Membres de la tribu Otaiba lors de la Grande Révolte Arabe, photographiés par l'officier britannique Stuart Newcomb.

Leur lignée est : Jusham ibn Muawiya ibn Bakr ibn Hawazin ibn Mansur ibn Ikrimah ibn Khasafa ibn Qays Aylan ibn Mudar ibn Nizar ibn Ma'ad ibn Adnan.
Cependant, il existe une autre affirmation, comme quoi la filiation serait : Jusham bin Saad bin Bakr bin Hawazin bin Mansour bin Ikrimah bin Khasfa bin Qais Aylan bin Mudar bin Nizar bin Ma'ad bin Adnan. Cependant, cette filiation a été contredite par l'historien Ibn al-Athîr.

### Famille de Jochem

#### Selon la version de leur filiation à Mu'awiya

##### Frères et sœurs
- Sa'sa'a
- Nasr
- Al-Harith
- Juhush
- Juhash
- 'Awf
- Shayban
- Dahwa
- Dihya
- Al-Sibaq
- Zurayq

##### Fils et filles
- Ghaziyya ibn Jushm
- 'Usayma ibn Jushm
- 'Adi ibn Jushm
- 'Amir ibn Jushm
- Nadirah (épousa Fazara ibn Dhubyan al-Ghatafani)
- Ruqayya
- Jabir
- Sufyan

### Descendance et succession
Au fil du temps, la tribu a contribué à la fondation de la grande tribu d’Oteiba. La lignée des Banu Oteiba s'inscrit comme tel : Otaibah bin Guzayah bin Jusham bin Muawiya bin Bakr bin Hawāzin bin Manṣūr bin ʿIkrima bin Ḵh̲aṣafa bin Qays ʿAylān bin Mudir bin Nizar bin Ma'ad bin Adnan. Les sources ainsi qu'historiens qui affirment cette ascendance sont nombreux et s'avèrent être les plus crédibles. Selon la tradition orale, les successeurs des Jochémites (Hawazin) sont les Oteiba,,.

### Les tribus les plus proches des Jochem
D’après l’arbre généalogique des branches de Bakr ibn Hawazin, les tribus les plus proches des Jochémites sont :
- Les Banu Nasr ibn Mu'awiya (leurs frères)
- Les Banu Sa'd (leur tribu mère selon la version les rattachant à Sa'd)
- Thaqif et toute tribu descendant de Mu'awiya ibn Bakr

## Fractionnement

### Khlot
- Awlad Jelloul[45]
- Oulad El-Khachchan (descendants de Sidi Aissa ben Khachchan)[45]
- Awlad Sidi Ali ben Ghouis
- Awlad Ahmed al-Harti
- Awlad Sidi Ali Boudjemaa
- Lekhlot

### Seffiane
- Awlad Mata'
- Awlad Jarmoun
- Bahan
  - Awlad Jelal
    - Awlad Jelal
    - Ma'atga

  - Qoreïz
  - Hareth
    - Hareth
    - Al-Anabsa

  - Mghaiten
    - Mghaiten
    - Bani Thawr
- Rouga
  - Guehbas
  - Bani Aziz
  - Az-Zuwayd
  - Awlad 'Askar
  - Al-Maarif
- Menasera
  - Awlad Hammou
  - Awlad Yahya
  - Awlad Azouz
- Ouled Yaq'oûb
  - Halâlfa
    - Ouled 'Azzouz
    - Ouled Moussa Ben Brahim
    - Ouled 'Ali Ben Brahim

  - Tala‘out
  - Mbarkîn Ouled Ali
  - Mbarkîn Ouled Mohammed

### Beni Jaber
- Ali al-Ouardigh (Ouardigha)
  - Awlad Bahr Kebir
    - Ahl Bir Mezoui
    - al-Kafaf
    - Bani Khalf
    - Boulanouar

  - Awlad Bahr Sghir 
    - Awlad Abdoune

  - "Ismail ben Ali" (Smaala)
- Beni Hamdan
  - Awlad Youssef (Hamdania)
  - Awlad Saïd al-Oued
  - Awlad Ismail
  - Awlad Ya'ish
- Beni 'Amir
  - Beni Oukil
  - Beni Shakdal
  - Al-Khalfiah
- Beni Mellal
  - Awlad Saïd (Mellaliyah)
    - Sheraga 
      - Awlad Drid
      - Awlad Aissa
      - Awlad Belkhir
      - Awlad Khadash

    - Awlad Saïd Ahl Al-Dir (?)

  - Awlad Sellam
    - Mfila
    - Awlad Hamdan
    - Awlad Ayad
      - Awlad Zahra
      - Awlad Omar
      - Awlad Slimane

  - Awlad Akmaou (?)
    - Awlad Boubker (déformation de "Abu Bakr")
    - Awlad Moussa
    - Awlad Mubarak
    - Al-'Ababtah
      - Ahl al-Ti'ah
      - Ahl al-Darwah
      - Bani Ze'ma
      - Sheraga
- Beni Moussa
  - Awlad Arif 
    - Ankad
    - Awlad Zohra
    - Al-'Assara
    - Beni Aoun
    - Awlad Samidah
    - Awlad Zamam
    - Awlad Merah

  - Awlad Bou Moussa
  - Beni Wajan
- Oulad Youssef (Oulad Hriz)
  - Foqra Ouled 'Allal
    - Famille Ibn Rachid
    - Zâouïa si El-Moqaddem
    - Ouled Sidi Djilali
    - Ouled Allal
    - Ouled 'Othmân

  - Foqra Ouled 'Abdallah
    - Ouled Ali ben 'Amer
    - Ouled 'Abdallah

  - Ouled Hadjadj
    - Mouâlin Es-Sahel
    - Mouâlin Tirs

  - Dranna et Beni Meniar
  - Abbara et Ouled Moûsa.

### Banu Ghazia
- Otaiba ben Ghazia
- Jada'a ben Ghazia
- Atwara ben Ghazia
- Hami ben Ghazia
- Al-Rawqqa[46] Ben Ghazia[47]

### Banu Asima
- Bani Ka'b
- Bani 'Aqaba

### Bani Adi
- Awlad Adi (Maghreb)
- Bani Zaman
- Bani Mazin
- Bani Haram

### Acem & Moqadem
- Oulad Ghanem
  - En-Nejjara
  - El-B'abcha
  - Oulad Doubba
  - Zouaouat
  - Oulad Isef
  - Qreïdat
  - Harmoud
  - El-Moreïmi
  - El-Haouachi
- Oulad Saïd 
  - Oulad 'Aïch
  - El-Feraqcha
  - Oulad Merah
  - El-Hagagcha
  - Oulad Hammo
  - Er-Rimat

### Bani Amer
- Al-Amarr[48]

### Qurra
Les Beni Corra ou Qurra, bien qu'assimilés aux Jochem au fil du temps, sont à l'origine une tribu yéménite distincte, numériquement peu nombreuse. Lors de leur migration, ils se sont fondus dans d'autres groupes, dont les Beni Jochem, mais leur lignée ne provient pas de cette tribu. Cette assimilation a mené à une confusion dans les récits historiques, où ils sont parfois considérés comme jochémites, alors qu'ils restent d'origine yéménite malgré leur ascendance Hilalienne. Leur nombre ayant fortement diminué, ils sont aujourd'hui difficilement identifiables en tant que groupe distinct.

### Autres succursales
Ce sont des branches mineures et sont les suivantes :
- Al-Ramahasi est une branche d'Otaiba bin Ghaziyeh.
- Al-Aqli est une branche de Jada'ah
- Al-Hatfi est une branche de Jada'ah
- Al-Alaqi est une branche de Jada'ah
- Al-Haqqi est une branche de Jada'ah
- Al-Zuhairi est une branche de Jada'ah
- Al-Samiti est une branche d'Atwara
- Parmi eux, Al-Maliki est le poète Siri bin Abd Rab Al-Jashmi
- Al-Khasafi
- Al-Aroui
- Al-Wahhi
- Al-Batnan, ou Al-Batnayn , ou Al-Batna, et ils sont une branche qui habite le Najd, l'Irak et le Levant, et leur lignée différait, car Al-Qalqashandi a dit qu'ils étaient de Tayy  et d'Al- Suwaidi a dit qu'ils étaient de Ghazia Hawazin, et leurs branches[49] : 
  - Al-Ruq et ils sont différents d'Al-Ruqa d'Otaiba.
  - La famille Daij, dont la famille Butih
  - Al Rafi'
  - Al Sariya
  - Al-Masoud
  - Al Tamim
  - Al Shamardal 
    - Al Ajud sont une succursale à côté d'Al-Batnan[50], et ce sont :
    - Al Manéa
    - Al Sunaïd
    - Al-Sanad
    - Al Sinan ou Manal
    - Al Abi Al Hazm
    - Al-Ali
    - Al Moussafir
    - Al-Aqeel
    - Banu Sa`idah, et ils sont différents d'al-`As`adah d'Utaiba
    - 'Awlad Al Kafira
    - Al Baïj
    - Al Hamid et Banu Jamil
    - Al-Abi Malik
    - Ghalib
- Mzamza au Maroc, en partie d'ascendance Jochemites[51].

## Personnalités
- Malik ibn Nadhla al-Jashmi : Compagnon du Prophète[52].
- Jaada bin Khalid bin Al-Samah Al-Jashmi : Compagnon du Prophète.
- Amr ben Shumr ben Ghaziyyah al-Ghizawi : Ancêtre commun des Banu Ghazia, il était originaire du Yémen et s’est établi au Levant avec Yazid ben Abi Sufyan[53].
- Mansour bin Nasr al-Jashmi al-Hawazni al-Tanbathi : Chevalier et gouverneur, l'un des descendants du chevalier Duraid ben Al-Samah. Il était gouverneur de Tripoli pour le roi Ziyadat Allah 1er, fils d'Ibrahim al-Aghlabi, le troisième roi de l'État aghlabide[54].
- Duraid ben Al-Samah : Chef de la tribu des Jochem lors de l’essor de l’Islam, ce grand chevalier préislamique[5] et poète arabe[5] jouissait d’une grande réputation pour son courage, son talent militaire, et sa capacité à mener son peuple. Avec à son actif plus d'une centaine de batailles remportées avec les Beni Jochem[5], l'unique défaite qu'il subira sera sa dernière dans la Bataille de Hunayn[7] alors qu'il était combattait l'Islam[55].
- Ubaid Allah ben Ramahas : Narrateur de Hadiths[56].
- Abou Al-Ahwas Al-Jashmi : Narrateur de Hadiths qui étudiait sous Abdullah bin Masoud, Abou Moussa al-Achari, Abou Masoud Al-Badri et d'autres. Il combattit les Kharijites[57] avec Ali bin Abi Talib et raconta les événements de la bataille de Nahrawan[58].
- Abu Osama Muawiyah bin Zuhair al-Adawi : Un allié de Banu Makhzum[59], qui aurait combattu Saad bin Muadh lors de la bataille de la tranchée[59].
- Houari Boumediene : Ancien président algérien, issue des Bani 'Ady[60].
- Sidi Bouabid al-Sharqi, érudit marocain, soit issue des Bani Jabr[61], soit descendants du Calife Omar Ibn al-Khattab.

- Kaïd ben Amir : cheikh des Banu Jabir au XIIIe siècle[62].

- Faïd ben Amir : frère du premier, cheikh des Banu Jabir au XIIIe siècle[62].

## Source et référence
1. ↑  Ibn Khaldūn et William MacGuckin baron de Slane, Histoire des Berbères et des dynasties musulmanes de l'Afrique Septentrionale, Impr. du Gouvernement, 1er janvier 1852 (lire en ligne), Avant de continuer cette analyse , il ne sera pas inutile de donner la généalogie de ces deux tribus, et des Djochem, peuple qui entra en Ifrîkïa avec elles
2. ↑  Ibn Khaldūn et William MacGuckin baron de Slane, Histoire des Berbères et des dynasties musulmanes de l'Afrique Septentrionale, Impr. du Gouvernement, 1er janvier 1852 (lire en ligne)
3. ↑  « كتاب تحفة الأشراف بمعرفة الأطراف - المكتبة الشاملة », sur shamela.ws (consulté le 4 novembre 2024)
4. 1 2 3 4  (en) Fück, J. W., « The Encyclopaedia of Islam, Second Edition », sur referenceworks (OCLC 495469475, consulté le 4 novembre 2024), p. 883–884
5. 1 2 3 4 5  « كتاب تاريخ التراث العربي لسزكين - الشعر - المكتبة الشاملة », sur shamela.ws (consulté le 3 octobre 2024)
6. 1 2  (en) Alfred Guillaume, The Life Of Muhammad, by Ibn Ishaq (lire en ligne)
7. 1 2  خير الدين الزركلي, الأعلام قاموس تراجم لأشهر الرجال والنساء من العرب والمستعربين والمستشرقين,‎ 2002 (lire en ligne)
8. ↑  (ar) « إسلام ويب - السيرة النبوية (ابن هشام) - غزوة حنين في سنة ثمان بعد الفتح - مقتل دريد بن الصمة- الجزء رقم2 », sur www.islamweb.net (consulté le 4 novembre 2024)
9. 1 2 3  قبيلة حرب, مصادر الهمداني عن قبيلة حرب (lire en ligne)
10. ↑  Ibn Khaldūn et William MacGuckin baron de Slane, Histoire des Berbères et des dynasties musulmanes de l'Afrique Septentrionale, Impr. du Gouvernement, 1er janvier 1852 (lire en ligne), On compte dans la même catégorie la tribu de Djochem qui habitait le Hedjaz
11. ↑  (*) In : « Histoire De L’Afrique Septentrionale » par Ernest Mercier (Berbérie) depuis les temps les plus reculés jusqu’à la conquête française (1830), Tome 2, page 188.
(*) In :  Ibn-Khaldoun, Berbères, t. I, p. 52 et suivi., 75, 88 et suiv. 113, 125, 132 et suiv. 159, 241 et suiv., 278 et suiv., t. II, p. 4 et suiv., 257 et suivi., 345 et suivi., t. III, p. 126 et suivi., 247 et suivi., 286, 340, et t. IV, p. 3, 8 et suivi., 28 et suivi., 262.[réf. à confirmer]
12. 1 2 3 4  (en-US) « Ibn Khaldun, I, p.1-50, Histoire des Invasions Hilaliennes au Maghreb, v. 1400 n-è | Culture Islam » (consulté le 4 novembre 2024)
13. ↑  Pascal Buresi, Hicham El Aallaoui, Governing the Empire: Provincial Administration in the Almohad Caliphate (1224-1269), p. 51 (Éd. BRILL, 2012)
14. 1 2 3 4  Maximilien Antoine Cyprien Henri Poisson de La Martinière et Napoléon Lacroix, Documents pour servir a l'étude du Nord Ouest Africain: rénnis et rédigés par order de Jules Cambon, Gouvernment général de l'Algerie, Service des affaires indigènes, 1897 (lire en ligne)
15. ↑  Mustapha Sehimi, La Grande encyclopédie du Maroc, Volume 8, p.63 (Éd. GEM, 1987)
16. 1 2 3 4 5  (en-US) « Ibn Khaldûn, I, p.59-66, Tribus Arabes Jushâm des plaines du Tamsna, Habat (Gharb) et Tadla, v. 1380 | Culture Islam » (consulté le 4 novembre 2024)
17. ↑  (ar) راوية الصحابي, هم من عربوا بني هلال: شعر عامية, Al Manhal,‎ 1er janvier 2015 (ISBN 9796500196770, lire en ligne)
18. ↑  France. Direction générale des affaires indigènes, Villes et tribus du Maroc; documents et renseignements. Publiés sous les auspices de la Résidence générale, Paris, Paris E. Leroux, 1915, 306 p. (lire en ligne), p. 140
19. ↑  Tangier Robarts - University of Toronto et France. Direction générale des affaires indigènes, Villes et tribus du Maroc; documents et renseignements. Publiés sous les auspices de la Résidence générale, Paris E. Leroux, 1915 (lire en ligne)
20. ↑  « ▲ ▲مقتطفات عن نسب عتيبه ▲ ▲ - منتديات قصيمي نت », sur ahm1.com (consulté le 18 octobre 2024)
21. ↑  كتاب عتيبة الهيلا من هوازن ((الطبعة السادسة، مزيدة ومنقحة)) تأليف مثيب محمد مثيب العتيبي ص 45 58
22. ↑  « Nwf.com: سبائك الذهب في معرفة قبائل العرب: محمد أمين البغد: كتب », sur www.neelwafurat.com (consulté le 18 octobre 2024)
23. ↑  (ar) Ibnu Abi Hatim, الجرح والتعديل, Dāʼirat al-Maʻārif al-ʻUthmānīyah, Dar Al-Kotob Al-Ilmiyah,‎ 1er janvier 1952 (lire en ligne)
24. ↑  (ar) Al-Qurtubi, الجامع لأحكام القرآن، والمبين لما تضمنه من السنة وآي الفرقان: تفسير القرطبي, Egyptian National Library and Archives,‎ 1er janvier 1935 (lire en ligne)
25. ↑  (ar) Yusuf ibn Abd al-Rahman al-Mizzi, تحفة الأشراف بمعرفة الأطراف,‎ 1er janvier 1965 (lire en ligne)
26. ↑  (ar) أبي العباس أحمد بن علي بن أحمد/القلقشندي, نهاية الأرب في معرفة أنساب العرب, Dar Al Kotob Al Ilmiyah دار الكتب العلمية,‎ 1er janvier 2012 (ISBN 978-2-7451-1589-8, lire en ligne)
27. ↑  (ar) ياقوت الحموي, معجم البلدان 1-7 ج1, Dar Al Kotob Al Ilmiyah دار الكتب العلمية,‎ 1er janvier 2011 (ISBN 978-2-7451-1432-7, lire en ligne)
28. ↑  سرمد حاتم شكر, 38 دريد بن الصمة حياته وشعره مناحي ضاوي القثامي نادي الطائف الأدبي,‎ 9 février 2022 (lire en ligne)
29. ↑  Ibn Khaldūn et William MacGuckin baron de Slane, Histoire des Berbères et des dynasties musulmanes de l'Afrique Septentrionale, Impr. du Gouvernement, 1er janvier 1852 (lire en ligne), (Les Djochem) se composent de Corra, d'Acem, de Mocaddem, de Kholt, de Djochem, de Sofyan, de Beni-Djaber, etc.
30. ↑  Ibn Khaldūn, Histoire des Berbères et des dynasties musulmanes de l'Afrique septentrionale, Imprimerie du Gouvernement, 1852 (lire en ligne)
31. 1 2 3 4 5  (ar) Abu al-Abbas Ahmad ibn Khalid al-Nasiri al-Salawi, al-Istiqṣāʾ li-aḫbār duwal al-Maġrib al-Aqṣā, 1895 (lire en ligne), p.169-172
32. 1 2 3 4  Le Correspondant: religion, philosophie, politique, V.-A. Waille, 1864 (lire en ligne)
33. ↑  (ar) تاريخنا المنسي, « قبيلة الخلط او الخلوط من عرب بني المنتفق بمنطقة الغرب », sur المنصة العربية Alarabiya,‎ 19 septembre 2022 (consulté le 27 juin 2024)
34. ↑  Mohamed Azli, « Larache Archives أرشيف العرائش: قبيلتي الخلوط والطليق بإقليم العرائش », sur Larache Archives أرشيف العرائش,‎ السبت، 2 مارس 2019 (consulté le 28 juin 2024)
35. ↑  « ص276 - كتاب جامع الأصول - بنو جشم - المكتبة الشاملة », sur shamela.ws (consulté le 5 octobre 2024)
36. ↑  « ص270 - كتاب جمهرة أنساب العرب ابن حزم - وهؤلاء بنو جشم بن معاوية بن بكر بن هوازن بن منصور ابن عكرمة بن خصفة بن قيس عيلان - المكتبة الشاملة », sur shamela.ws (consulté le 5 octobre 2024)
37. ↑  « كتاب مجاز القرآن - المكتبة الشاملة », sur shamela.ws (consulté le 4 novembre 2024)
38. ↑  « ص10 - كتاب المعمرون والوصايا - نسبة كتاب المعمرين لأبي حاتم السجستاني - المكتبة الشاملة », sur shamela.ws (consulté le 4 novembre 2024)
39. ↑  « كتاب اللباب في تهذيب الأنساب - المكتبة الشاملة », sur shamela.ws (consulté le 4 novembre 2024)
40. ↑  مثيب محمد مثيب العتيبي, otaiba (lire en ligne)
41. ↑  Kitab Al Asnam by Hisham ibn-al-Kalbi (737 CE - 819 CE), 26 février 2018 (lire en ligne)
42. ↑  « نسب معد واليمن الكبير - resource for arabic books », sur www.alwaraq.net (consulté le 3 novembre 2024)
43. ↑  Hmood Dawi Al-Qthami, North of Hejaz, Jeddah, Dar Al Bayan, 1985
44. ↑  Al Rougi, « The Tribe of Otaibah »
45. 1 2  Mission scientifique du Maroc Auteur du texte et Maroc Résidence générale de la République française Auteur du texte, « Archives marocaines : publication de la Mission scientifique du Maroc », sur Gallica, 1913 (consulté le 9 juillet 2024)
46. ↑   [vidéo] « قبائل الروقه من غزيه بنو جشم هوازن », صوت الاساعده في العراق,‎ 26 décembre 2020, 0:31 min (consulté le 3 novembre 2024)
47. ↑  « نسب غزية ما بين طي وهوازن - الهيـــــــــــــلا *** منتدى قبيلة عتيبة », sur www.otaibah.net (consulté le 3 novembre 2024)
48. ↑  « انيس الجلساء في شرح ديوان الخنساء: d'apres̀ les manuscrits du Carie, d'Alep ... - Khansāʼ - كتب Google », sur web.archive.org,‎ 27 mai 2022 (consulté le 18 octobre 2024)
49. ↑  (ar) « نهايه الارب في معرفه انساب العرب - القلقشندي، أحمد بن علي - مکتبة مدرسة الفقاهة », sur ar.lib.eshia.ir (consulté le 18 octobre 2024)
50. ↑  (ar) مثيب محمد المثيب الأسعدي العتيبي, « قبيلة عتيبة الهيلا (من هوازن) أنساب - تاريخ - ديار », sur النصيحة (consulté le 18 octobre 2024)
51. ↑  Mission Scientifique du Maroc (coll.), Villes et Tribus du Maroc: Casablanca et les Chaouïa, Ed. E. Leroux (Paris), 1915, Tome II, p. 243-320
52. ↑  « ص406 - كتاب الاستغناء في معرفة المشهورين من حملة العلم بالكنى - باب أبى الأحوص - المكتبة الشاملة », sur web.archive.org,‎ 22 janvier 2022 (consulté le 3 octobre 2024)
53. ↑  « كتاب الأنساب - السمعاني - ط الهندية - المكتبة الشاملة », sur shamela.ws (consulté le 3 novembre 2024)
54. ↑  الحلة السيراء، مُحَمد بن عبد الله ابن الأبار القضاعي، دار المعارف - القاهرة 1985، ج 2 ص 382 - 383
55. ↑  (ar) « إسلام ويب - السيرة النبوية (ابن هشام) - غزوة حنين في سنة ثمان بعد الفتح - مقتل دريد بن الصمة- الجزء رقم2 », sur www.islamweb.net (consulté le 3 novembre 2024)
56. ↑  (ar) مرتضى الزبيدي؛ محمد بن محمد بن محمد بن عبد الرزاق الحسيني الزبيدي، أبو الفيض، الملقب بمرتضى, FP62880 (lire en ligne)
57. ↑  « موسوعة الحديث : عوف بن مالك بن نضلة بن خديج بن حبيب بن حدير بن غنم بن كعب بن عصيم بن جشم », sur web.archive.org,‎ 5 juillet 2020 (consulté le 3 octobre 2024)
58. ↑  « ص20 - كتاب شرح سنن أبي داود للعباد - تراجم رجال إسناد حديث إذا آتاك الله مالا فلير أثر نعمة الله عليك وكرامته - المكتبة الشاملة », sur web.archive.org,‎ 22 mars 2023 (consulté le 3 octobre 2024)
59. 1 2  (ar) Al-Suhayli, الروض الأنف في شرح السيرة النبوية لابن هشام, Dar Ehia Al-Tourath Al-Arabi,‎ 1er janvier 2000 (lire en ligne)
60. ↑  (ar) « الى اى قبيله عربية ينتمى الراحل هوارى بومدين », sur alkomiun-ahlamontada.yoo7.com (consulté le 11 juin 2024)
61. ↑   [vidéo] « Marocains dans l'histoire S2: Sidi Bouâbid Cherqi », Le360, 11 mai 2024, 9:16 min (consulté le 18 juin 2024)
62. 1 2  Léon Jules Didier, Histoire d'Oran. Tome IV, Période de 705 à 1500, 1931 (lire en ligne)